# Чешская космическая канцелярия
Чешская космическая канцелярия (чеш. Česká kosmická kancelář, англ. Czech Space Office) — чешская правительственная организация, занимающаяся поддержкой и продвижением чешских космических программ. Была основана в ноябре 2003 года.
К главным задачам Чешской космической канцелярии относится установление контактов между чешскими предприятиями и проектов из области космонавтики, сотрудничество с Европейским космическим агентством и Международной астронавтической федерацией. Канцелярия поддерживает информационный и справочный центр.
Штаб-квартира находится в Праге, руководителем является Ян Колар.

## Виды деятельности и услуги
- поддержка участия чешских исследователей в международном космическом сотрудничестве;
- предоставление информации и консультаций чешским академическим кругам, заинтересованным в спецификации космических проектов, установление контактов с партнерами по сотрудничеству в космосе и поддержка деятельности по передаче технологий;
- просветительская деятельность среди студентов.

Для достижения вышеперечисленных целей Чешская космическая канцелярия организует семинары и практикумы для специалистов из различных областей космической деятельности, а также образовательные и общественные мероприятия, посвященные космической тематике.
Канцелярия тесно сотрудничает с чешским Министерством образования, молодежи и спорта. ЧКК также является членом Европейской организации EURISY, занимающейся продвижением образования и информации о космической технике и ее применении.